# Journal of Animal Ecology
Journal of Ecology est une publication scientifique qui traite de tous les aspects de l’écologie animal, notamment l’écologie des écosystèmes, la synécologie, l’écologie des populations, l’écologie comportementale et l’écophysiologie. 
Les articles sont en libre accès 24 mois après leur publication sur le site de l’éditeur. Pour les régions en développement, la revue est disponible gratuitement selon les ententes AGORA et OARE.
D'après le Journal Citation Reports, le facteur d'impact de ce journal était de 4,690 en 2009. Le directeur de publication est Graeme Hays (Université de Swansea, Royaume-Uni).